# Кутний Тарас Олегович
Тара́с Оле́гович Ку́тний (1997—2022) — український військовослужбовець, молодший лейтенант Національної гвардії України, учасник російсько-української війни, що героїчно загинув під час російського вторгнення в Україну.

## Життєпис
Народився у 1997 в місті Винники біля Львова.
Після закінчення навчання у рідному місті Тарас отримав спеціальний дозвіл та підписав контракт зі Збройними Силами України. На той момент йому було 18 років.
Упродовж 2015—2018 років Тарас виконував бойові завдання в зоні АТО у складі 4-ї бригади оперативного призначення імені Героя України сержанта Сергія Михальчука Національної гвардії України. Увесь цей час він перебував у гарячих точках на сході, зокрема, у Часовому Яру Донецької області.
Після завершення служби вирішив здобути вищу освіту, тому закінчив Київський політехнічний інститут імені Ігоря Сікорського. Також закінчив військову кафедру в Національній академії внутрішніх справ. У цей же час був частиною колівінгу для активної молоді — «Вільний».
В цей час займався волонтерською діяльністю у громадській організації «БУР».
Із початком повномасштабного вторгнення РФ воював у лавах Північного Київського територіального управління НГУ, у складі спецпідрозділу «Омега». Зокрема, брав участь у бойових діях в Гостомелі, Бучі та Ірпені, згодом захищав східні кордони.

## Загибель
Загинув невдовзі після загибелі його дружини Наталі, з якою він познайомився у 2020 році, коли жив і працював у Києві. Його дружина померла від раку. У 2021 їй поставили цей діагноз і Тарас ніколи не полишав своєї дівчини та супроводжував її на лікуванні у Швейцарії. Пара встигла одружитися за місяць до її смерті. Наталі померла на початку жовтня 2022 року.
Тарас 17 грудня 2022 коли намагався врятувати побратимів біля окопів ворога. Лише у березні 2023 його тіло вдалося забрати з-під ворожої навали.
В останню путь старшого офіцера Тараса Кутного проводжали 13 березня у рідному місті. Похований на новому кладовищі у Винниках.